# Daniel Truhitte
Daniel Lee Truhitte (Sacramento, 10 september 1943) is een Amerikaanse acteur, vooral bekend door zijn portret van Rolf Gruber, de jonge Oostenrijkse telegraaf/telegram-bezorger die 'Sixteen Going on Seventeen' speelde samen met Charmian Carr in de film The Sound of Music (1965). Truhitte is een zanger, acteur, danser en leraar van jonge artiesten.

## Carrière
Daniel Truhitte begon zijn dansopleiding op de leeftijd van 6 en begon op 10-jarige leeftijd met zanglessen. Toen hij 15 jaar oud was, ontving hij een studiebeurs voor The Sacramento Ballet. Na de middelbare school ontving Truhitte een studiebeurs voor het Pasadena Playhouse. Hij studeerde ook aan het Ambassador College in Pasadena, Californië.
Na de opname van The Sound of Music, vervoegde hij zich bij het United States Marine Corps.
In 1989 verhuisde Truhitte naar Weddington, North Carolina, en vervolgens naar Concord, North Carolina en begon jonge theateracteurs te onderwijzen. Hij verscheen in een aflevering van Entertainment Tonight getiteld "Een dag in het leven van Daniël Truhitte" op 10 september 1993, nadat The Old Courthouse Theatre uit Concord , North Carolina hem vroeg om Kapitein von Trapp te spelen in hun productie van The Sound of Music. Truhitte portretteerde Captain von Trapp opnieuw in de Hudson, North Carolina Dinner Theater Production van The Sound of Music in oktober 2013.
- International Standard Name Identifier: 0000 0000 4546 1370
- Library of Congress Control Number: no2009002547
- MusicBrainz: c13648d2-fb61-48f7-8404-846ad74f34ff
- Virtual International Authority File: 12141406
- WorldCat: E39PBJfxcTYTMwmX6K3XKQp3wC